# Космос-47
Космос-47 — испытание прототипа космического корабля «Восход». Запущен 6 октября 1964 года — корабль серии «Восход 3КВ № 2» — в беспилотном варианте.

## Экипаж
- 3 манекена.

## Параметры полета
- Апогей = 383 км
- Перигей = 174 км
- Наклонение = 64,62°
- Период обращения = 90,07 мин
- Масса = 5.320 кг

## Описание полета
Через сутки полёта в автоматическом режиме спускаемый аппарат космического корабля «Космос-47» совершил посадку в заданном районе около города Кустанай. Двигатели мягкой посадки сработали штатно, довели скорость по вертикали практически до 0 м/с, но сильнейший ветер протащил спускаемый аппарат около 160 метров. При наличии экипажа был бы произведён отстрел парашютной системы космонавтами вручную. Полёт прототипа космического корабля Восход-1 был признан успешным.